# Luc Bernard
Pour les articles homonymes, voir Luc Bernard (homonymie) et Bernard.
Luc Bernard, né le 21 mars 1958 à Versailles (Seine-et-Oise) est un acteur, scénariste, directeur artistique et agriculteur français,,,.
Il ne doit pas être confondu avec l'humoriste belge Luc Bernard, ni avec le comédien Luc Bernard décédé en 2022, frère du cinéaste Guy Gilles.

## Biographie
Luc Bernard est attiré par les grands espaces et les chevaux, veut vivre en Australie, avoir un ranch, mais on lui refuse un visa de travail.
Il commence le métier de comédien à vingt ans. Il quitte Montauban pour Paris et fait de la figuration à la Comédie Française grâce à un ami de sa mère qui y travaille.
Il joue de petits rôles au cinéma dans Mon oncle d'Amérique, Hiver 54, l'abbé Pierre ou Léon sans atteindre la notoriété. Se tournant vers la télévision, il joue en tant que second rôle dans des séries populaires : Les Cinq Dernières Minutes, Nestor Burma, Sous le soleil, Commissaire Moulin, Une femme d'honneur ou encore Le juge est une femme qui lui permettent de continuer une carrière de comédien. Ces rôles ne lui permettent pas cependant d'acquérir une notoriété.
Sur le tournage du film d'Alain Resnais Mon oncle d'Amérique, il rencontre de jeunes comédiens qui l'incitent à prendre des cours pendant deux ans chez Balachova-Vera Gregh.
A la télévision, il tient deux rôles récurrents dans deux séries. De 2004 à 2006, il est Maximilien Plastrone dans cinquante épisodes de Léa Parker (deuxième rôle dans la distribution après l'héroïne interprétée par Sonia Rolland  dont il se révèle être le père).  Puis dans Central nuit avec Michel Creton , il est le commissaire Bragance de l'IGS de 2001 à 2009, lequel se fait un malin plaisir de traquer les bavures. Il s'agit de deux personnages antipathiques.
Il est également présent au théâtre, notamment dans la pièce de Jean-Claude Darnal Donne-moi des bottes, Gontran.
En 1984, à la suite de sa rencontre avec Marie-Christine Darah, il se découvre une vocation pour le doublage.
En 1999, il quitte Paris pour s'installer à Courgenard dans une ferme, tout en continuant à se rendre à Paris pour poursuivre son activité de comédien. Luc Bernard et son épouse Agnès y animent pendant dix ans une école de cirque équestre. Ils y élèvent aussi des vaches, conjuguant vie artistique et agriculture, se rendant au salon de l'agriculture afin d'y présenter des races rares de vaches.
Actif dans le doublage, il est la voix française régulière de Mark Moses, Dolph Lundgren et James McDaniel, ainsi que l'une des voix de Peter Weller. Dans le jeu vidéo, il est également la voix de Double H dans Beyond Good and Evil (2003) et celle de Nick Valentine dans Fallout 4 (2015)[réf. nécessaire].
Sa carrière d'acteur se réduit à partir de 2016 tant au cinéma qu'à la télévision.
À ce jour, il est principalement occupé par son activité d'agriculteur, étant à la tête d'un élevage bovin. Il dit cependant ne pas être un homme de la terre. Son dernier doublage date de 2023 pour le film Expendables 4. Il avait décidé de mettre un terme à sa carrière mais a honoré une promesse faite à Danielle Perret, directrice artistique du doublage[réf. nécessaire].

## Théâtre
- 1980 : La Nuits des rois de William Shakespeare, mise en scène de Terry Hands, Comédie-Française (Paris)
- 1982 : Le Cirque de Claude Mauriac, mise en scène de Nicholas Bataille, Théâtre de la Huchette (Paris)
- 1983 : Donne-moi des bottes, Gontran de Jean-Claude Darnal, mise en scène de Nicholas Bataille, Festival du Marais (Paris)

## Filmographie

### Cinéma
- 1980 : Mon oncle d'Amérique d' Alain Resnais[19]
- 1985 : L'amour propre ne le reste jamais très longtemps de Martin Veyron : Le coiffeur
- 1989 : Hiver 54, l'abbé Pierre de Denis Amar : Etienne
- 1991 : Fortune Express d'Olivier Schatzky : Chiffre N°1
- 1991 : SOS Save ours souls de Monica Rapetti : Benoit (Court-métrage)
- 1994 : Léon de Luc Besson : Mickey
- 1998 : Michael Kael contre la World News Company, de Christophe Smith : Steve Walsh
- 1998 : Watani, un monde sans mal de Med Hondo : rôle sans nom
- 2003 : Tais-toi ! de Francis Veber : Le surveillant de l'asile
- 2004 : Une vie en l'air d' Emmanuel Malka : Lothar Lond
- 2007 : La Maison de Manuel Poirier : Fournier
- 2011 : Le Skylab de Julie Delpy : Tonton Joseph
- 2013 : Jappeloup de Christian Duguay : le commentateur des Jeux Olympiques
- 2013 : Série J de David Ribotti : Le père (court-métrage)
- 2014 : The Escapee de Barthélémy Etievant : Voix (court-métrage)
- 2015 : Omessa de Charlène Favier : Antoine (court-métrage)

### Télévision
- 1981 : Cinq-Mars  de Jean-Claude Brialy (téléfilm) : L'étudiant
- 1985 : Le passage de Franck Apprederis (téléfilm) : Un homme de la patrouille
- 1987 : Les Cinq Dernières Minutes, épisode Claire obscure de Franck Apprederis : L'inspecteur Richard
- 1987 : Le passager du Tassili  de Sarah Maldoror : Le belge
- 1990 : Sniper  de Klaus Biedermann : Riquet
- 1990 : Marianne 1ère (série télévisée) : Noël (voix)
- 1993-1998 : Commissaire Moulin 3 épisodes (Syndrome de menace : Le meurtrier; Illégitime défense : Juge Grabber; Le bleu: Costa)
- 1995 : Drôles d'histoires (série télévisée) épisode Jogging : Rodolphe
- 1995 : Nestor Burma (épisode Nestor Burma en direct) : Daguet
- 1996 : Sous le soleil (série télévisée) épisode Le juge : Cyril Walski
- 1996 : Troubles (Strangers)  (épisode : Little Bird) : Pascal
- 1996 : Highlander (épisode Amnésie) : le policier
- 1996-1997 : Jamais sans toi (série télévisée) : Laurent
- 1997 : Inspecteur Moretti (série télévisée) : Muller
- 1998 : Bob Morane (série télévisée) : Louis Craigh (voix)
- 1999 : La Traversée du phare de Thierry Redler : le juge
- 1999 : Vertiges épisode Mémoire de sang : Charles
- 1999 : Mémoire de sang de Patrick Malakian : Charles
- 2001 : Les Inséparables de Thierry Redler : le juge
- 2001 : Une femme d'honneur de Éric Kristy (épisode Trafic de clandestins) : Daniel Dubourg
- 2001 - 2009 : Central Nuit : le commissaire Bragance de l'IGS
- 2002 : Léa Parker : Boxe Thai : Maximilien Plastrone
- 2002 : Louis Page : (épisode Prisonniers du silence) : Weiller
- 2005 : La Crim' (épisode Une mort pour une autre) : Le professeur Reynouard
- 2004-2006 : Léa Parker : Maximilien Plastrone
- 2007 : R.I.S. Police scientifique (épisode Meurtres aveugles) : Bertrand Boulin
- 2009 : Claire Brunetti (épisode Piste noire) : Colonel Guichet
- 2009 : Ah, c'était ça la vie ! de Franck de Apprederis : le colonel du ministère
- 1999-2009 : Le juge est une femme (épisodes Excès de pouvoir : Krantz;  Ressources inhumaines : François Joffre)
- 2016 : Meurtres en Martinique de Philippe Niang : Claude Lefort, le professeur d'université[20]
- 2016 : Le Bureau des légendes (saison 2 épisode 5) : Le DRH de la DGSE

## Scénariste
- 2003 : Central Nuit (épisode : Les nouveaux esclaves)[21]

## Doublage

### Cinéma

#### Films
- Dolph Lundgren dans (17 films) :
  - Au-dessus de la loi (1993) : Wellman Anthony Santee
  - Storm Catcher (1999) : Jack Holloway
  - Detention (2003) : Sam Decker
  - L'Enquête sacrée (2006) : Brixos
  - Direct Contact (2008) : Mike Riggins
  - Universal Soldier : Régénération (2009) : Andrew Scott
  - Expendables : Unité spéciale (2010) : Gunnar Jensen
  - Shoot the killer (2012) : Aleksey Andreev
  - Expendables 2 : Unité spéciale (2012) : Gunnar Jensen
  - The Package (2013) : L'Allemand
  - Le Dernier Soldat (2013) : Max Gatling
  - Expendables 3 (2014) : Gunnar Jensen
  - Justice (2014) : Hollis
  - Skin Trade (2015) : Nick Cassidy
  - Un flic à la maternelle 2 (2016) : Agent Reed
  - Aquaman (2018) : le roi Nereus
  - Expendables 4 (2023) : Gunnar Jensen

- Mark Moses dans : 
  - Infectés (2009) : Docteur
  - Jusqu'à ce que la fin du monde nous sépare (2012) : Le présentateur télé
  - Scandale (2019) : Bill Shine

- 1986 : Aliens, le retour : Le soldat Tim Crowe (Tip Tipping)
- 1987 : L'Arme fatale : Agent Collins (Grand L. Bush)
- 1987 : Predator : Poncho Ramirez (Richard Chaves)
- 1988 : Crocodile Dundee 2 : Miguel (Juan Fernandez)
- 1988 : Meurtre à Hollywood : Dutch Kieffer (Joe Dalessandro)
- 1988 : L'Arme absolue : Andreï Tayelahc (Jean-Claude Van Damme)
- 1989 : Kickboxer : Eric Sloane (Dennis Alexio)
- 1990 : À la poursuite d'Octobre rouge : Jones (Courtney B. Vance)
- 1990 : Histoire de fantômes chinois 2 : capitaine Hu (Waise Lee)
- 1993 : True Romance : le Mentor (Val Kilmer)
- 1996 : Le Fantôme du Bengale : Charlie Zephro (David Proval)
- 1998 : Les trois ninjas se déchaînent : Dave Dragon (Hulk Hogan)
- 2003 : Traqué : Ted Chenoweth (John Finn)
- 2007 : Resident Evil: Extinction : Chase (Linden Ashby)
- 2009 : L'Éclair noir : Le père de Dimitri (Sergueï Garmach)
- 2011 : The Thing : Edvard Wolner (Trond Espen Seim)
- 2013 : Le Loup de Wall Street : Nolan Drager (Robert Clohessy)
- 2016 : War Dogs : le capitaine Santos (Patrick St. Esprit)
- 2017 : Once Upon a Time in Venice : Spider (Jason Momoa)

#### Films d'animation
- 1986[n 1] : Les Trois Mousquetaires : D'Artagnan
- 1987[n 2] : Les Ailes d'Honnéamise : Shiro
- 1988[n 3] : Appleseed : Boffin
- 1991[n 4] : Roujin Z : Hasegawa (1er Doublage)
- 1997[n 5] : Psycho Diver : Soul Siren[22] : Busujima
- 2000[n 5] : Vampire Hunter D: Bloodlust : Le Shérif

- 2009 : Hulk Vs : Odin
- 2011 : Thor : Légendes d'Asgard : Odin
- 2021 : Le Sommet des dieux : Ito[23] (création de voix)

### Télévision

#### Téléfilms
- Mark Moses dans : 
  - Aux portes du destin : Wilson Rockefeller
  - Tornades de glace : Charlie Price

- 1999 : La Vie secrète d'une milliardaire : Duke Kahanamoku (Brian Stokes Mitchell)
- 2013 : Régime fatal : Glen Kopylek (Mackenzie Gray)
- 2018 : Liaison dangereuse avec mon professeur : Jared (Ben Reed)

#### Séries télévisées
- Mark Moses dans (28 séries) :
  - Desperate Housewives : Paul Young
  - FBI : Portés disparus : Rob Darcy (saison 5 épisode 16)
  - New York, unité spéciale : James Grall (saison 9 épisode 14)
  - Drop Dead Diva : Joe Dobkins (saison 1 épisode 4)
  - Ghost Whisperer : Dr. Forrest Morgan (saison 5 épisode 7)
  - Human Target : La Cible : Hollis (saison 1 épisode 1)
  - Les Experts : Miami : Chuck Williams (saison 8 épisode 22)
  - Covert Affairs : Will (saison 2 épisode 5)
  - Esprits criminels : Le sénateur Cramer (saison 7 épisode 1)
  - The Closer : L.A. enquêtes prioritaires : Jay Meyers (saison 7 épisode 14)
  - Facing Kate : Bob (saison 2 épisode 1)
  - Wes et Travis : Le maire Richard Barnes (saison 1 épisode 4)
  - The Killing : Le lieutenant Erik Carlson
  - Les Experts : Manhattan : Blake Connors (saison 9 épisode 8)
  - Les Experts : Jeffrey Forsythe (saison 13 épisode 10)
  - Elementary : Oliver Purcell (saison 1 épisode 11)
  - Blue Bloods : Curtis Swint (saison 3 épisode 13)
  - Esprits criminels : Le directeur (saison 8 épisodes 23, 24)
  - Mad Men : Herman 'Duck' Phillips
  - Scandal : Jim Struthers (saison 3 épisode 3)
  - Rake : Dr. Sam Falcon
  - Homeland : Dennis Boyd
  - The Last Ship : Président Jeff Michener
  - Mr. Robot : l'inconnu dans le bar
  - Berlin Station : Jason Wolfe
  - Salvation : Hugh Barrows
  - Grey's Anatomy : Dr Larry Maxwell (saison 14 épisode 11)

- James McDaniel dans (11 séries) :
  - New York Police Blues : Le lieutenant Arthur Fancy
  - John Doe : Le colonel Dunagan (saison 1 épisode 16)
  - Numbers : Phillip Wright (saison 3 épisode 22)
  - Detroit 1-8-7 : Le sergent Jesse Longford
  - The Good Wife : L'inspecteur Lou Johnson
  - NCIS : Nouvelle-Orléans : Papa Parks (saison 1 épisode 1)
  - The Night Shift : Dr. Julian Cummings
  - Blue Bloods : Chef Daniels
  - Madam Secretary : Roger Baylis
  - Limitless : Kenneth Paulson
  - The Blacklist: Redemption : Dan Bishop

- Peter Weller dans (5 séries) :
  - 24 heures chrono : Christopher Henderson
  - Fringe : Alistair Peck (saison 2 épisode 18)
  - Psych : Enquêteur malgré lui : Yin / Le professeur Karl Rotmensen (saison 5 épisode 16)
  - Longmire : Lucian Connally
  - Sons of Anarchy : Charles Barosky

- 1984-1985 : Capitaine Sheider : Voix additionnelles

- 2000-2001 : Tessa à la pointe de l'épée : Dr. Robert Helm (Peter Wingfield)
- 2002 : 24 heures chrono : Eddie Grant (Douglas O'Keeffe)
- 2014-2019 : Veep : Bill Ericsson (Diedrich Bader)
- 2015 : Hawaii 5-0 : Le vice amiral Graham Rhodes (Patrick St. Esprit) (saison 4 épisode 16 / saison 5 épisode 2)
- 2015 : Grey's Anatomy : L'inspecteur du CDC (Thom Barry) (saison 9 épisode 21)
- 2016-2018 : Arrow : Konstantin Kovar (Dolph Lundgren)
- 2016 : Esprits criminels : Bernard Graff (Rick Ravanello)
- 2017 : Harry Bosch : Rudy Tafero (Arnold Vosloo)
- 2019 : Les Désastreuses Aventures des orphelins Baudelaire : l'homme avec une barbe mais pas de cheveux (Richard E. Grant)

#### Séries d'animation
- 1977-1978[n 6] : Grand Prix : Nicky Lauda l'ancien pilote et père de Johnny (épisodes 4 et 5)
- 1980-1981[n 7] : Paul le Pêcheur : Charlie (1er Voix), Delamare (épisodes 6 à 8), Archibald (épisodes 10 à 12), Goro (épisode 41 et 42), John (épisode 44 et 45), Ichitaro (épisode 46 à 48)
- 1981[n 6] : Les Aventures de Pollen[24] : Hans Schneider
- 1983-1986[n 6] : Muscleman : Terryman (Voix de remplacement)
- 1984-1987 : Ken le Survivant : Ken (épisodes 47 à 49)
- 1985-1986[n 8] : Emi Magique : Le journaliste Ramasse-Miettes (épisode 20)
- 1986-1987 : La Revanche des Gobots[25] : Voix additionnelles
- 1989-1992 : Guyver : Aptom (1er Voix)
- 1990 : Marianne 1ère[26] : Noël (2e Voix)
- 1992-1993 : Le Roi Arthur et les Chevaliers de Justice : Phil
- 1992-1994 : X-Men : Cyclope, le Fléau, Sauron, Pyro, Morph (2e Voix), Diablo (1er Voix), Bishop (3e Voix) et Apocalypse (Saison 4)
- 1993 : Les Voyages de Corentin : Voix additionnelles
- 1993-1994 : Le Maître des Bots : Lewis Leon Paradim
- 1996-1999 : Princesse Shéhérazade : Le Maître des Aimants (épisode 17), Georgirus (épisode 31) et le roi Shariar (épisode 52)
- 1997 : Bob Morane : Louis Graigh
- 1998 : Le Surfer d'Argent : Thanos

#### OAV
- 1994 : Macross Plus : Galudo

### Jeux vidéo
- 1998 : Chevaliers et camelots : Voix additionnelles
- 1999 : The Longest Journey : Vestrum Tobias
- 2000 : Vampire : La Mascarade - Rédemption : Christof Romuald
- 2001 : Desperados : Wanted Dead or Alive : John Cooper
- 2001 : Fallout Tactics : le Paladin Ryczek
- 2001 : Empereur : La Bataille pour Dune : voix additionnelles
- 2002 : James Bond Nightfire : James Bond
- 2003 : Beyond Good and Evil : Double H
- 2003 : Ghosthunter : Sir William Hawksmoor
- 2003 : XIII : Standwell et voix additionnelles
- 2003 : Les Chevaliers de Baphomet : Le Manuscrit de Voynich
- 2003 : Command and Conquer: Generals : voix des unités Americaines
- 2005 : Medal of Honor : Les Faucons de guerre
- 2006 : Psychonauts : Sacha Nein
- 2008 : Army of Two : Tyson Rios
- 2009 : Mortal Kombat vs. DC Universe : Superman & Quan Chi
- 2009 : Operation Flashpoint: Dragon Rising : le sergent Hunter
- 2009 : Eat Lead: The Return of Matt Hazard : Matt Hazard
- 2010 : Army of Two : Le 40e Jour : Tyson Rios
- 2015 : Fallout 4 : Nick Valentine
- 2015 : Batman: Arkham Knight : Edward Burke (DLC En Famille)
- 2017 : Star Wars Battlefront II : voix additionnelles
- 2018 : Lego DC Super-Villains : Owlman et Deathstroke
- 2018 : Thronebreaker: The Witcher Tales : divers personnages
- 2020 : XIII Remake : Standwell, Vigil, MIG2

## Direction artistique

### Cinéma

#### Films
- 2001 : The Grey Zone
- 2005 : Service non compris
- 2008 : The Echo
- 2009 : Bodyguards and Assassins
- 2009 : Le fiancé idéal
- 2009 : Ninja[27]
- 2010 : Ip Man 2
- 2010 : Troupe d'élite 2
- 2010 : 13 Assassins
- 2011 : Wake Wood
- 2011 : Kwik
- 2012 : L'Aube rouge
- 2013 : Byzantium
- 2014 : Hysteria
- 2015 : Knight of Cups
- 2017 : Song to Song
- 2017 : Un monde entre nous
- 2018 : Killing Gunther

#### Films d'animation
- 2008 : Next Avengers: Heroes of Tomorrow
- 2009 : Hulk Vs
- 2010 : Planète Hulk
- 2011 : Thor : Légendes d'Asgard